# Памятник Михаилу Грушевскому (Киев)
Памятник Михаилу Грушевскому (укр. Пам'ятник Михайлові Грушевському) — монумент в честь украинского общественного и политического деятеля, историка, одного из лидеров украинского национального движения Михаила Грушевского, расположенный в Киеве на углу улицы Владимирской и бульвара Тараса Шевченко, около бывшего здания Центральной Рады УНР, которую он возглавлял.
Открытие памятника известному политическому и общественному деятелю состоялось 1 декабря 1998 года. Известно, что это мероприятие было приурочено к 7-й годовщине всеукраинского референдума, по результатам которого была провозглашена независимость Украины. Монумент освятил Патриарх Киевский и всея Руси и Украины Филарет.
Авторами данного монумента стали архитектор Николай Кислый и скульптор Владимир Чепелик. Первому принадлежит идея изображения самого деятеля — бронзовая фигура Грушевского, задумчиво сидящего на скамье; второму — общая стилистика скульптуры, приближенная к реалистической техники второй половины XIX века. Особенность памятника в искусности портретной характеристики, которая передает все тонкости иконографических черт.

## Описание
По замыслу автора скульптуры Грушевский изображен в состоянии внутреннего погружения, ведь последние годы жизни первого президента УНР увенчались преследованиями, закончившимися трагической смертью. Внутреннее состояние подчеркивают утонченно выполненные руки, свободно опирающиеся на зонт.
Общая высота монумента составляет 4,8 м, ширина — 3,3 м, диаметр постамента — 3, 3 метра. Площадка, на которой установлен памятник, была специально оборудована одновременно с реконструкцией Владимирской улицы, благодаря чему в итоге был создан органичный архитектурный ансамбль.
На сегодняшний день памятник Михаилу Грушевскому вошел в программу «О внешнем художественном освещении фасадов, домов и сооружений, а также памятников культурного наследия в Киеве», в соответствии с которой планируется подсветить все памятники архитектуры, а также контур высотных зданий.